# Природни резерват Шомрда
Природни резерват Шомрда је локалитет у режиму заштите I степена, површине 20,34ha, налази се испод Шомрдског виса, у сливу реке Страковице, која са Великом реком формира Бољетинску реку.
Локалитет се налази на тешком приступачном терену, окружен високим буковим и храстовим шумама, познат је као једино станиште зеленике (llex aqufolium) у НП Ђердап и најсеверније станиште ове зимзелене реликтне врсте.
На простору Шомрде јављају се чисте и мешовите букове шуме (Fagetum moesiacum submontanum, Fagetum submontanum mixtum), шума китњака са грабом и чисте китњакове шуме (Quercetum montanum).